# Danio erythromicron
Danio erythromicron – gatunek słodkowodnej ryby z rodziny karpiowatych (Cyprinidae).

## Systematyka
Gatunek został opisany naukowo pod nazwą Microrasbora erythromicron. Pierwotnie zaliczony do rodzaju Microrasbora, w 1999 przeklasyfikowany przez Kottelata i Witte'a ze względu na szczegóły budowy w okolicach 4. kręgu, do rodzaju Danio (dalsze badania są jednak w toku).

## Występowanie
Azja, Mjanma, egzemplarze posiadane przez Kalifornijską Akademię Nauk znalezione w birmańskim jeziorze Inle.

## Opis
Mała ryba o długości ciała do 2 cm. 

## Warunki życia
Ryba żyje w klimacie tropikalnym, w temperaturach w zakresie 21–25 °C, w wodzie o pH do 7,0 i twardości 10–25°n.

## Rozmnażanie
Ikra złożona przez samice jest zapładniana zewnętrznie przez samce. Ikra jest rozrzucana na podłożu i pozostawiana bez opieki.

## Wykorzystanie w akwarystyce
Jest to gatunek nadający się szczególnie do akwariów z niewielkimi gatunkami. Jest stosunkowo odporny na niesprzyjające parametry wody, ale najlepiej wybarwia się w wodzie miękkiej. Rozmnażanie i hodowla narybku tego gatunku nie sprawia trudności.